# Hádegisfjall
Hádegisfjall är en bergstopp i Färöarna (Kungariket Danmark). Den ligger i sýslan Norðoyar, i den norra delen av landet, 40 km norr om huvudstaden Tórshavn. Toppen på Hádegisfjall är 61 meter över havet. Hádegisfjall ligger på ön Kalsoy.
Terrängen runt Hádegisfjall är kuperad. Närmaste större samhälle är Klaksvík, 17,0 km sydost om Hádegisfjall.